# جيمس فورد (لاعب كرة قدم)
جيمس فورد (بالإنجليزية: James Ford)‏ (1 يناير 1889 في الولايات المتحدة - ) هو لاعب كرة قدم أمريكي في مركز الهجوم. شارك مع منتخب الولايات المتحدة لكرة القدم. أما مع النوادي، فقد لعب مع نيويورك جاينتس وبثلهام ستييل وKearny Scots ‏ وNew York Clan MacDonald ‏ وHarrison S.C. ‏ وBethlehem Steel F.C. (1907–1930) ‏ وNewark Skeeters ‏ وBrooklyn Field Club ‏.